# Manu Gavassi
Manoela Latini Gavassi Francisco (sinh ngày 4 tháng 1 năm 1993), hay còn được biết đến với nghệ danh Manu Gavassi, là nữ ca sĩ kiêm sáng tác nhạc và diễn viên người Brasil. Năm 2010, cô cho ra mắt khán giả album phòng thu đầu tay cùng tên, Manu Gavassi. Một số đĩa đơn nổi bật trong album này có thể kể đến như: Garoto Errado và Planos Impossíveis (tạm dịch: Những kế hoạch bất khả thi).
Năm 2013, Gavassi phát hành album phòng thu thứ hai mang tên Clichê Adolescente. Sang năm 2014, cô lần đầu đặt chân sang lĩnh vực diễn xuất với vai diễn trong bộ phim truyền hình Em Família thuộc thể loại telenovela. Cũng trong khoảng thời gian này, cô góp mặt trong phim Malhação. Vào năm 2015, Gavassi ra mắt khán giả album EP đầu tiên, Vício (tạm dịch: Say mê). Đĩa đơn đầu tiên từ EP này là Camiseta.

## Sự nghiệp
Vào ngày 17 tháng 9 năm 2012, Gavassi ra mắt đĩa đơn mở đường cho album phòng thu thứ hai mang tên Conto de Fadas (tạm dịch: Truyện thần tiên). Vào ngày 21 tháng 4 năm 2013, cô phát hành đĩa đơn thứ hai của album thứ hai trên Tunes, lấy tên là Clichê Adolescente. Một tháng sau, vào ngày 13 tháng 5 năm 2013, cô phát hành đĩa đơn thứ ba Cicatriz (tạm dịch: Vết sẹo) trên trang Facebook cá nhân. Toàn bộ album được ra mắt vào ngày 29 tháng 11 cùng năm.